# Javier di Gregorio
Javier di Gregorio, född den 23 januari 1977 i Mendoza, Argentina, är en chilensk fotbollsspelare. Vid fotbollsturneringen under OS 2000 i Sydney deltog han det chilenska lag som tog brons.